# بارنارد دراموند كلاركسون
بارنارد دراموند كلاركسون هو سياسي أسترالي، ولد في 1836 في York, Western Australia ‏ في أستراليا، وتوفي في مارس 1909 في Toodyay, Western Australia ‏ في أستراليا. انتخب عضو الجمعية التشريعية لأستراليا الغربية ‏ (1890 – 1897).